# Thesium pilosum
Thesium pilosum är en sandelträdsväxtart som beskrevs av Arthur William Hill. Thesium pilosum ingår i släktet spindelörter, och familjen sandelträdsväxter. Inga underarter finns listade i Catalogue of Life.